# ゲオルク・オーム
ゲオルク・ジーモン・オーム（独: Georg Simon Ohm, 1789年3月16日 - 1854年7月6日）は、ドイツの物理学者。
高校教師として働いていたが、当時アレッサンドロ・ボルタが発明したボルタ電池について研究を行った。独自に装置を製作し、導体にかかる電位差とそこに流れる電流には正比例の関係があるというオームの法則を発見した。これにより、電圧と電流と電気抵抗の基本的な関係が定義され、電気回路解析という分野が本当の意味で始まった。

## 生涯

### 生い立ち
バイロイト侯領のエアランゲンで、錠前師の父と仕立て屋の娘だった母の間に生まれた。一家はプロテスタントだった。両親は正式な教育を受けていなかったが、父は独学でかなり高度な知識を身につけており、息子にも自分が教師となって教えた。オームの兄弟は幼いころに何人か死んでおり、大人に成長したのは3人だけだった。その生き残った1人がゲオルクであり、弟のマルティンも後に数学者として名をなした。母はオームが10歳のときに亡くなった。
幼いころ、ゲオルクとマルティンは父から数学、物理学、化学、哲学の教育を受けた。ゲオルクは11歳から15歳までエアランゲンのギムナジウムに通ったが、こちらでは父から教えられたような科学関連の教育はほとんど受けていない。これについて、オームが進学したエアランゲン大学の教授カール・クリスチャン・フォン・ラングスドルフはベルヌーイ家との類似性を指摘している。

### 大学時代
父はゲオルクが教育の機会を無駄にしていると感じ、オームをスイスに行かせ、1806年9月からオームはスイスの学校で数学教師として働くことになった。
カール・クリスチャン・フォン・ラングスドルフは1809年初めにエアランゲン大学を去り、ハイデルベルク大学に移ることになった。オームは彼と共にハイデルベルクに行き、数学の研究を再開したいと考えた。しかしラングスドルフはオームに対して独自の勉強を続けることを勧め、オイラー、ラプラス、ラクロワらの著作を読むよう勧めた。しぶしぶながらオームはそのアドバイスに従ったが、1809年3月に教職を辞めてヌーシャテルで家庭教師として働き始めた。2年間、オームは家庭教師として自分で稼ぎつつ、ラングスドルフのアドバイスに従って独自に数学の研究を続けた。そして1811年4月、エアランゲン大学に復学した。

### 教師時代
独自の研究を続けていたおかげで、オームは1811年10月25日にエアランゲン大学で博士号を取得でき、数学の講師としてすぐに採用された。3学期を講師として過ごしたが、給料が安すぎることから大学での出世をあきらめ、講師を辞めた。バイエルン政府はバンベルクの学校での数学と物理学の教師の職をオームに提供し、1813年1月にオームはその職についた。しかしその教職では満足できず、オームはこの間に暇を見つけては幾何学の入門書を執筆して不満を解消している。その学校は1816年2月に閉校となる。バイエルン政府は、オームをバンベルクの別の学校に数学教師として送り込んだ。

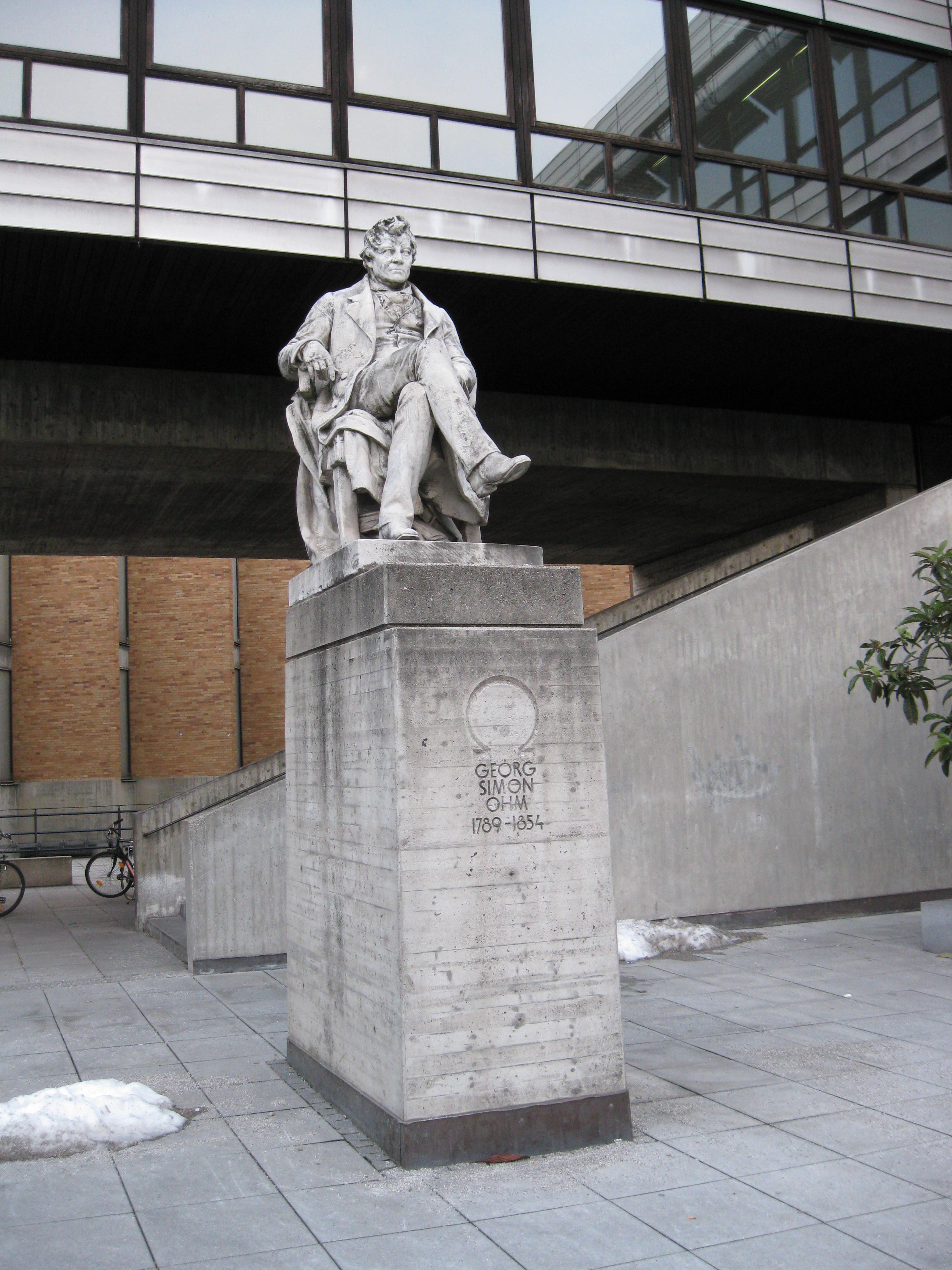
ミュンヘン工科大学にあるオーム記念像

その後、オームは完成した幾何学入門書の原稿をプロイセン王フリードリヒ・ヴィルヘルム3世に送っている。王はその出来に大いに感心し、オームに対してケルンのギムナジウムの教師の職を提供し、1817年9月11日からそこで働き始めた。この学校は科学教育に力を入れており、オームは数学と物理学を教えることになった。同校の物理実験室は器材が豊富で、オームは物理実験に専念することになる。錠前師の息子として、オームには機械いじりの経験もあった。
1827年、オームはベルリンで Die galvanishe Kette, mathematisch berabeitet（数学的に取扱ったガルヴァーニ電池）を出版した。ケルンではその業績が認められなかったため、彼は教職を辞しニュルンベルクの工科学校に勤めることにした。
1833年、ニュルンベルクの工科学校に着任。1852年にミュンヘン大学の実験物理の教授となった時には60歳を過ぎており、その2年後に亡くなった。

## オームの法則の発見
電流と電位差が比例するというオームの法則を最初に発見したのはヘンリー・キャヴェンディッシュで、1781年のことである。しかし、キャヴェンディッシュはその発見を存命中に公表せず、その発見が明らかとなったのは1879年のことである。オームは独自に同じことを再発見し、1827年の Die galvanische Kette, mathematisch bearbeitet (ガルバニ電流回路の数学的研究)で公表したため、「オームの法則」と呼ばれるようになった。同書でオームは電気についての完全な理論を確立している。冒頭で同書を理解するのに必要な数学について解説している。この業績は後の電気回路学とその応用に重大な意味を持っているが、当時の学界の反応は冷ややかだった。興味深いことに、オームはこの理論を近接作用と考えており、遠隔作用ではないと考えていた。彼は電気が近接する粒子間の作用によって発生すると信じていた。この論文はそうした考え方に基づくもので、特にフーリエやナビエとの科学的アプローチの違いを明確に示している。オームがオームの法則を定式化した際の概念的枠組については、Archibald が詳細に研究している。

## オームの音響法則
オームの音響法則とは、音楽などの音色は一連の高調波の組み合わせとして耳で認識されているというものである。ただし、後にこれは必ずしも正しくないことが判明している。

## 研究と出版物
彼の著作は数多い。中でも最も重要とされるのが1827年にベルリンで出版した Die galvanische Kette mathematisch bearbeitet である。オームの名前は、電圧と電流の比である抵抗の単位オームとして、SI組立単位に採用されている。
当時のドイツ国内ではその業績が認められなかった。しかし1841年、王立協会がコプリ・メダルを授与したことで認められるようになった。翌年には王立協会の外国人会員となり、1845年には Bavarian Academy of Sciences and Humanities の正会員となっている。

### 著作
- Grundlinien zu einer zweckmäßigen Behandlung der Geometrie als höheren Bildungsmittels an vorbereitenden Lehranstalten / entworfen, Erlangen : Palm und Enke, 1817. - XXXII, 224 S., II Faltbl. : graph. Darst.
高等教育における幾何学の適切な取り扱いのためのガイドライン (PDF, 11.2 MB)
- Die galvanische Kette : mathematisch bearbeitet, Berlin : Riemann, 1827. - 245 S. : graph. Darst.
数学的に取扱ったガルヴァーニ電池 (PDF, 4.7 MB)
- Elemente der analytischen Geometrie im Raume am schiefwinkligen Coordinatensysteme, Nürnberg : Schrag, 1849. - XII, 590 S. - (Ohm, Georg S.: Beiträge zur Molecular-Physik ; 1)
斜交座標系についての解析幾何学の初歩 (PDF, 81 MB)
- Grundzüge der Physik als Compendium zu seinen Vorlesungen, Nürnberg : Schrag, 1854. - X, 563 S. : Ill., graph. Darst. Erschienen: Abth. 1 (1853) - 2 (1854)
物理学の基礎: 講義解説 (PDF, 38 MB)